# آربیوتس (مریلند)
آربیوتس (به انگلیسی: Arbutus) شهری در ایالت مریلند کشور ایالات متحده آمریکا است که جمعیت آن در سرشماری سال ۲۰۱۰ میلادی، ۲۰٬۴۸۳ نفر بوده‌است.